# Rizobi

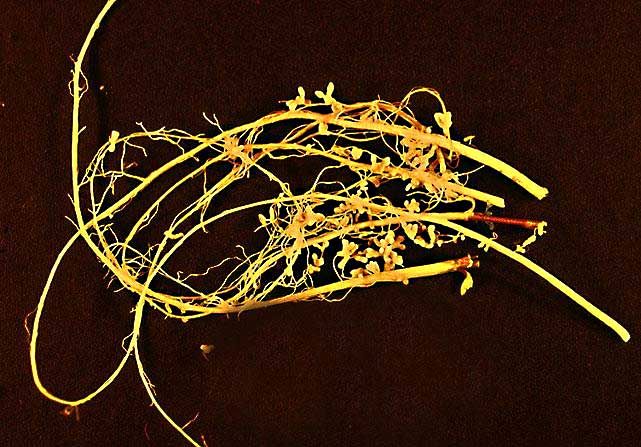
Nòduls radiculars que contenen bacteris Rhizobium

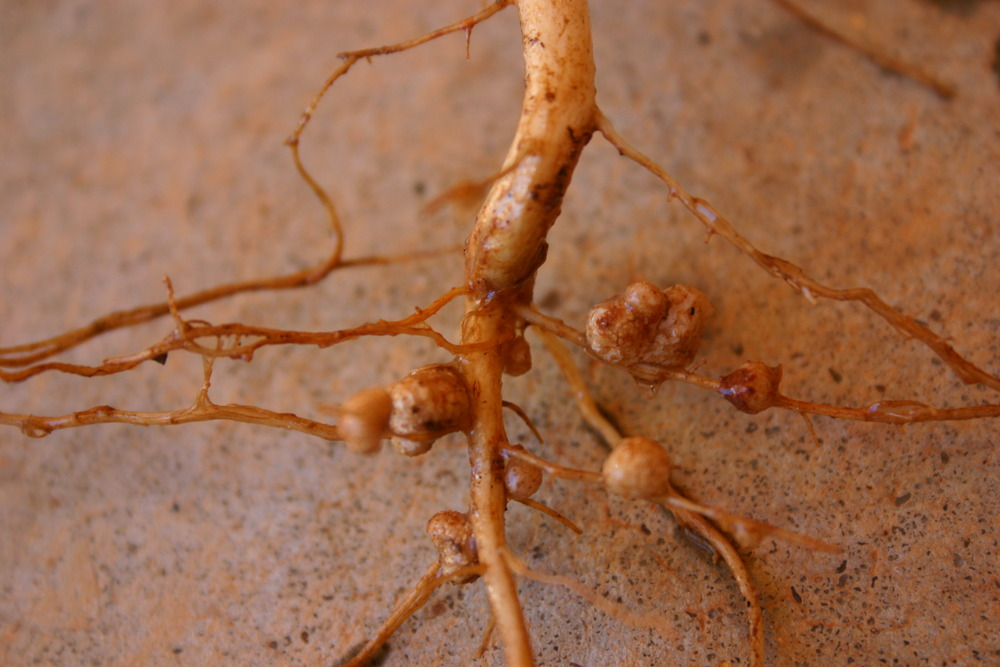
Nòduls radiculars a les arrels de Vigna unguiculata

Microscopia electrònica de l'interior d'un nòdul radicular d'una lleguminosa

Rizobi és un aplec de bacteris del perfil de sòl que fixen nitrogen diazotròfic després d'haver-se establert endosimbiòticament dins de nòduls radiculars de les fabàcies. Els rizobis no poden independentment fixar nitrogen atmosfèric: requereixen una planta hoste. Morfològicament són, en general, gramnegatius, mòbils i no esporulants.
Hi ha bacteris fixadors de nitrogen que s'associen amb plantes no lleguminoses, com ara els verns (betulàcies) o el roldor (coriariàcies) amb bacteris del gènere Frankia.

## Història
La primera espècie (Rhizobium leguminosarum) es va identificar en 1889, i totes les successives espècies es col·locaven dins el gènere Rhizobium. No obstant això, mètodes més avançats d'anàlisis han revisat aqueixa classificació i ara es distribueixen entre molts gèneres. El mot rizobi encara s'usa com a terme no tècnic per a designar a tot aquest grup de microorganismes (veure la secció taxonomia). La majoria dels estudis s'ha fet en agricultura sobre lleguminoses farratgeres com ara trèvols, llegums i soia. També s'ha efectuat algunes investigacions en ambient natural amb llegums. Actualment hi ha 55 espècies en 12 gèneres.

## Taxonomia
Hi ha hagut una extensa investigació sobre la diversitat dels rizobis durant els últims 25 anys, amb el resultat que s'han descrit formalment moltes espècies i gèneres nous. Taxonòmicament, els rizobis representen diversos llinatges dins de les proteobacteris (alpha i beta) i, per tant, el terme rizobi no representa un sol tàxon, sinó que es refereix a un conjunt parafilètic de llinatges bacterians que tenen funcions similars.
Els gens de simbiosis (sym) que permeten a les soques de rizobis induir nòduls de fixació de nitrogen gasós en les lleguminoses sovint estan codificats en elements genòmics prescindibles però transferibles (plasmidis o illes genòmiques).
Com s'observa avall, la majoria pertany a l'ordre Rhizobiales però diversos dels rizobis ocorren en diferents ordres dels proteobacteris (dades són una combinació de i):
| α-proteobacteria Rhizobiales Bradyrhizobiaceae Allorhizobium A. borbori A. oryzae A. pseudoryzae A. undicola A. vitis Bradyrhizobium B. americanum B. arachidis B. betae B. brasilense B. cajani B. canariense B. centrolobii B. centrosematis B. cytisi B. daqingense B. denitrificans B. diazoefficiens B. elkanii B. embrapense B. erythrophlei B. ferriligni B. forestalis B. ganzhouense B. guangdongense B. huanghuaihaiense B. icense B. ingae B. iriomotense B. japonicum B. jicamae B. kavangense B. lablabi B. liaoningense B. lupini B. macuxiense B. manausense B. mercantei B. namibiense B. neotropicale B. oligotrophicum B. ottawaense B. pachyrhizi B. paxllaeri B. retamae B. rifense B. sacchari B. shewense B. stylosanthis B. subterraneum B. tropiciagri B. viridifuturi B. yuanmingense Brucellaceae Ochrobactrum O. cytisi O. lupini Hyphomicrobiaceae Devosia D. albogilva D. chinhatensis D. confluentis D. crocina D. elaeis D. enhydra D. epidermidihirudinis D. geojensis D. glacialis D. honganensis D. humi D. insulae D. limi D. mishustinii D. neptuniae D. nitrariae D. pacifica D. psychrophila D. riboflavina D. soli D. subaequoris D. submarina D. yakushimensis Methylobacteriaceae Methylobacterium M. nodulans Microvirga M. lotononidis M. lupini M. vignae M. zambiensis Phyllobacteriaceae Aminobacter A. aganoensis A. aminovorans A. anthyllidis A. ciceronei A. lissarensis A. niigataensis Mesorhizobium M. albiziae M. abyssinicae M. acaciae M. alhagi M. amorphae M. australicum M. calcicola M. camelthorni M. cantuariense M. caraganae M. chacoense M. ciceri M. erdmanii M. gobiense M. hawassense M. helmanticense M. huakuii M. japonicum M. jarvisii M. kowhaii M. loti M. mediterraneum M. metallidurans M. muleiense M. newzealandense M. oceanicum M. olivaresii M. opportunistum M. plurifarium M. qingshengii M. robiniae M. sangaii M. sediminum M. septentrionale M. shangrilense M. shonense M. silamurunense M. soli M. sophorae M. tamadayense M. tarimense M. temperatum M. thiogangeticum M. tianshanense M. waimense M. waitakense M. wenxiniae Phyllobacterium P. bourgognense P. brassicacearum P. ifriqiyense P. leguminum P. loti P. trifolii | Rhizobiaceae Neorhizobium N. alkalisoli N. galegae N. huautlense Pararhizobium P. antarcticum P. capsulatum P. giardinii P. herbae P. polonicum Pseudorhizobium P. pelagicum Rhizobium R. acidisoli R. aegyptiacum R. aethiopicum R. aggregatum R. alamii R. altiplani R. alvei R. anhuiense R. arenae R. azibense R. azooxidifex R. bangladeshense R. binae R. borbori R. cauense R. capsici R. cellulosilyticum R. daejeonense R. ecuadorense R. endolithicum R. endophyticum R. esperanzae R. etli R. fabae R. favelukesii R. flavum R. freirei R. gallicum R. gei R. hainanense R. halophytocola R. halotolerans R. helianthi R. indigoferae R. ipomoeae R. laguerreae R. leguminosarum R. lemnae R. lentis R. leucaenae R. loessense R. lupini R. lusitanum R. marinum R. mesoamericanum R. mesosinicum R. metallidurans R. miluonense R. mongolense R. multihospitium R. nepotum R. oryzae R. oryzicola R. oryziradicis R. phaseoli R. paknamense R. pakistanense R. paranaense R. petrolearium R. pisi R. populi R. pseudoryzae R. puerariae R. pusense R. rhizogenes R. rhizoryzae R. rosettiformans R. selenitireducens R. skierniewicense R. soli R. sophorae R. sophoriradicis R. sphaerophysae R. straminoryzae R. subbaraonis R. sullae R. taibaishanense R. tibeticum R. trifolii R. tubonense R. tumorigenes R. tropici R. vallis R. vignae R. viscosum R. wenxiniae R. yanglingense R. yantingense R. zeae Shinella S. kummerowiae Sinorhizobium (sinònim Ensifer) S. abri S. adhaerens S. alkalisoli S. americanum S. arboris S. fredii S. garamanticus S. glycinis S. indiaense S. kostiense S. kummerowiae S. medicae S. meliloti S. mexicanus S. morelense S. psoraleae S. saheli S. sesbaniae S. shofinae S. sojae S. terangae S. xinjiangense Xanthobacteraceae Azorhizobium A. caulinodans A. doebereinerae A. oxalatiphilum' | β-proteobacteria Burkholderiales Burkholderiaceae Burkholderia B. caribensis B. dolosa B. mimosarum B. phymatum B. tuberum Cupriavidus C. alkaliphilus C. basilensis C. campinensis C. gilardii C. laharis C. metallidurans C. nantongensis C. necator C. numazuensis C. oxalaticus C. pampae C. pauculus C. pinatubonensis C. plantarum C. respiraculi C. taiwanensis C. yeoncheonensis Paraburkholderia P. acidipaludis P. andropogonis P. aromaticivorans P. aspalathi P. azotifigens P. bannensis P. bryophila P. caballeronis P. caffeinilytica P. caledonica P. caribensis P. caryophylli P. caseinilytica P. denitrificans P. diazotrophica P. dilworthii P. dipogonis P. eburnea P. endofungorum P. ferrariae P. fynbonensis P. fungorum P. ginsengisoli P. ginsengiterrae P. glathei P. graminis P. grimmiae P. heleia P. hiiakae P. hospita P. humi P. humisilvae P. insulsa P. jirisanensis P. kirstenboschensis P. kururiensis P. megapolitana P. metalliresistens P. metrosideri P. mimosarum P. monticola P. nodosa P. oxyphila P. pallidirosea P. panaciterrae P. paradisi P. peleae P. phenazinium P. phenoliruptrix P. phymatum P. phytofirmans P. piptadeniae P. rhizosphaerae P. rhizoxinica P. rhynchosiae P. ribeironis P. sabiae P. sacchari P. sartisoli P. sediminicola P. silvatlantica P. soli P. solisilvae P. sordidicola P. sprentiae P. susongensis P. terrae P. terricola P. tropica P. tuberum P. unamae P. xenovorans P. zhejiangensis Trinickia T. symbiotica T. caryophylli Oxalobacteraceae Herbaspirillum H. lusitanum |

Aquests grups inclouen una varietat de bacteri que no són simbiòtics. Per exemple, el patogen de les plantes Agrobacterium està més relacionada amb Rhizobium que amb els rizobis que nodulen en la soia (i pot no ser realment un gènere separat). Els gens responsables de la simbiosi amb plantes poden estar més relacionats que els organismes entre si, perquè poden haver-se adquirit per transferència de gens horitzontal (per conjugació bacteriana) més que transferència de gens vertical (d'un ascendent comú).

## Importància en agricultura
La fixació de nitrogen per part dels rizobis en associació amb les lleguminoses pot ser una important aportació de nitrogen als ecosistemes naturals i agrícoles, i pot reduir la necessitat de fertilitzants químics nitrogenats. Per aquesta raó, les plantes lleguminoses és la base de la rotació de conreus tradicional.
La nodulació en un ambient ric en adob químic ric en nitrogen es veu dificultada o impedida i, per tant, la fixació de nitrogen. Algunes espècies com la soia no fan simbiosi a Europa amb les varietats europees de Rhizobium i cal inocular el bacteri artificialment (el mateix passa amb altres països amb plantes no autòctones). La fixació de nitrogen a càrrec dels bacteris no perjudica el medi ambient.

### Inoculació de lleguminoses foranes
Les lleguminoses farratgeres són molt importants per a la producció de pastures i fenc. Quan es cultiven amb pastura, proporcionen una pastura o fenc de major qualitat que la només la pastura. Les lleguminoses produeixen el seu propi nitrogen i també poden subministrar nitrogen a l'herba que creix amb aquestes.
La inoculació de lleguminoses consisteix a introduir bacteris simbionts de lleguminoses en un sistema d'arrels per a permetre que les lleguminoses fixen el nitrogen en formes utilitzables. És el procés de mesclar llavors de lleguminoses amb la soca correcta de bacteris abans de plantar-les. Després de plantar la llavor, el bacteri es multiplicarà si les condicions del sòl són favorables. Després que la llavor de la lleguminosa forana germina i comença a créixer, els bacteris envaeixen els pèls radiculars per a formar els nòduls. Aquests poden produir-se a partir de bacteris natius en el sòl i, en general, són ineficaços o menys eficaços que els nòduls formats per l'inòcul agregat.
Els nòduls situats en les arrels principals (o arrel primària) davall de la corona de la planta generalment indiquen una nodulació reeixida per l'inòcul agregat. Aquests han de tindre color roig o rosat a l'interior i poden estar en grups bastant grans. Si no hi ha nòduls o si troba nòduls xicotets, febles i descolorits en les arrels laterals xicotetes, és possible que la inoculació haja sigut deficient. Els nòduls ineficaços poden provindre de bacteris natius del sòl, que no són bons simbionts per a aquestes espècies i sovint fixen malament el nitrogen.
Cal verificar la ubicació dels nòduls i el color de les plàntules al voltant de 6 setmanes després de l'emergència. Les plàntules grogues i febles poden indicar deficiència de nitrogen, sovint com a resultat d'una inoculació deficient o ineficaç. Si la nodulació no és satisfactòria 6 setmanes després de l'emergència de les plàntules, cal reinocular la soca adequada de nou.

## Mecanisme de la simbiosi bacteri-planta
Les diverses soques de bacteris simbionts que viuen al sòl, en trobar una arrel d'una planta adequada, introdueixen una pilositat fins al centre de l'arrel on s'estimula la proliferació cel·lular que esdevé en un nòdul visible externament. El bacteri dona nitrogen assimilable a la planta i rep glúcids, proteïnes, oxigen i recer.

### Infecció en l'intercanvi de senyals
Els rizobis viuen al sòl on es troben les arrels de les fabàcies. La simbiosi comença amb un intercanvi de senyals entre els rizobis i la planta que permet el reconeixement mutu i el desenvolupament de les estructures simbiòtiques específiques. Les arrels de les plantes lleguminoses secreten compostos flavonoides que són detectats pels rizobis, disparant la producció de factors NOD per part dels bacteris. Al seu torn els factors NOD són detectats per les arrels de les plantes i indueixen la deformació dels pèls radiculars i altres respostes fisiològiques. Aquest diàleg molecular és específic entre cada espècie de lleguminosa i rizobi de tal forma que cada planta produeix un grup específic de compostos flavonoides que només són detectats per una o més espècies de rizobis específics d'aqueixa lleguminosa. Aquest mecanisme de reconeixement entre bacteri i planta indueix la divisió cel·lular en el còrtex l'arrel formant un nou òrgan: el nòdul que serà posteriorment envaïts pels bacteris.
El mecanisme d'infecció millor conegut és la infecció intracel·lular que comença quan el bacteri entra a l'arrel de planta per un pèl radicular deformat mitjançant un mecanisme similar a l'endocitosi. A continuació el bacteri indueix la formació d'un fil d'infecció pel qual es desplaça fins al nòdul. El segon mecanisme és mitjançant la formació de "ruptures d'entrada" en l'arrel de la planta. En aquest cas no s'observa la deformació dels pèls radiculars i el bacteri penetra directament entre les cèl·lules a partir de les ruptures produïdes per l'emergència de les arrels laterals. Posteriorment, el bacteri penetra dins de les cèl·lules passant i indueix la formació del fil d'infecció de manera similar a les infeccions intracel·lulars.
El fil d'infecció creix fins al nòdul, on infecta el teixit central i allibera els rizobis en aquestes cèl·lules, on es diferencien morfològicament en bacteroides. El bacteri diferenciat morfològicament com bacteroides fixa nitrogen de l'atmosfera i l'entrega en una forma assimilable per al vegetal, ió amoni (NH₄+), usant l'enzim nitrogenasa. La reacció de fixació de nitrogen és:
En compensació la planta proveeix al bacteri amb sucres, proteïnes i oxigen. Com que la presència d'oxigen inhibeix l'activitat de la nitrogenasa, els nòduls produeixen una proteïna similar a l'hemoglobina, leghemoglobina, que ajuda a proveir d'oxigen per a la respiració cel·lular. Per aquest motiu els nòduls madurs tenen un color rosat o roig. Els nòduls que són blancs, verds o marrons a l'interior fixen poc o gens de nitrogen. Recentment s'ha descobert que un grup de rizobis (=Bradyrhizobium) manca de factors NOD i, per tant, ha de dialogar d'alguna altra manera amb la seua planta hoste, Aeschynomene.

### Característiques del mutualisme planta-bacteri
La simbiosi lleguminosa-rizobi és un exemple clàssic de mutualisme, on el rizobi entrega amoni o aminoàcids a la planta i rep àcids orgànics (principalment com a àcids dicarboxílics, malat i succinat) com a fonts carbonatades d'energia, però la seua persistència evolutiva és actualment encara motiu de sorpresa. Pel fet que moltes soques no vinculades infecten a cada planta individual, algunes soques poden redirigir recursos de la fixació de nitrogen a la seua pròpia reproducció sense matar la planta hoste de la qual depenen. Però si aquesta forma de relaxació del mutualisme es generalitzara a totes les soques es produiria la clàssica tragèdia dels comuns. Per tant, les lleguminoses guien l'evolució dels rizobi cap a un major mutualisme reduint la quantitat d'oxigen que entreguen als nòduls que fixen menys nitrogen, reduint el percentatge de bacteris tramposos en la següent generació.
El terme general 'agrobacteri' cobreix tots els bacteris que inciten, o potencialment poden incitar, a la formació de gales o hipertròfies de l'arrel (gales de la corona o malaltia de l'arrel pilosa) mitjançant la transferència d'ADN-T a qualsevol d'una àmplia gamma d'espècies de plantes, incloses moltes importants cultius agrícoles. La majoria dels gens involucrats en la gala de la corona i les malalties de les arrels piloses es transmeten en plasmidis conjugats grans, els plasmidis Tu (inductor de tumors) i Ri (inductor d'arrels), respectivament. De nou, aquests elements són transmissibles i poden guanyar-se o perdre's per tensions.

### Altres bacteris diazòtrofs
No només Rhizobium és capaç de fixar nitrogen diazòtrof, moltes altres espècies de bacteris també són capaces. La capacitat d'associar-se amb plantes i fixar nitrogen existeix en altres grups de bacteris, com ara els bacteris grampositius del gènere Frankia que formen nòduls en les arrels de les plantes actinoríciques i els cianobacteris que s'associen amb certes falagueres aquàtiques (Azolla), i amb les espècies dels gèneres Cycas i Gunnera. Molts cianobacteris de vida lliure com Azospirillum també fixen nitrogen.